# Godfrey Brown
Godfrey Brown (anglès: Arthur Godfrey Kilner Brown)  (Bankura, 21 de febrer de 1915 - Sussex, 4 de febrer de 1995) va ser un atleta britànic, especialista en els 400 metres, que va competir durant la dècada de 1930. Era germà d'Audrey Brown i Ralph Kilner Brown, ambdós destacats atletes.
El 1936 va prendre part en els Jocs Olímpics d'Estiu de Berlín, on disputà dues proves del programa d'atletisme. Guanyà la medalla d'or la prova del 4x400 metres, formant equip amb Frederick Wolff, Godfrey Rampling i William Roberts, i la de plata en els 400 metres.
En el seu palmarès destaquen tres medalles al Campionat d'Europa d'atletisme de 1938, d'or en els 400 metres, de plata en els 4x400 metres, formant equip amb John Barnes, Alfred Baldwin i Alan Pennington, i de bronze en els 4x100 metres, fent equip amb Maurice Scarr, Arthur Sweeney i Ernest Page. El 1937 guanyà tres medalles d'or als World Student Games. També guanyà els campionats britànics de l'AAA dels 400 metres el 1936 i 1938 i dels 800 metres el 1939. Durant la seva carrera va establir el rècord d'Europa dels 400 metres i del 4x400 metres.
De 1933 a 1934 va estudiar a la Warwick School. El 1935 va estudiar anglès i història al Peterhouse College de la Universitat de Cambridge. Un cop graduat exercí de mestre d'història a la Bedford School. Durant la Segona Guerra Mundial no va ser mobilitzat, i exercí de mestre d'escola al Cheltenham College de 1943 a 1950. De 1950 a 1978 fou el director de la Worcester Royal Grammar School. Va morir a Sussex amb 79 anys.

## Millors marques
- 100 iardes. 9.9" (1936)
- 200 iardes. 22.2" (1936)
- 400 metres. 46.7" (1936)
- 800 metres. 1' 52.2" (1937)[3][6]